# 丹羽氏純
丹羽 氏純（にわ うじずみ）は、江戸時代前期の大名。美濃国岩村藩3代藩主。氏次系丹羽家4代。

## 略歴
寛永14年（1637年）8月に生まれた。慶安4年（1651年）11月、徳川家綱に拝謁した。
明暦3年（1657年）6月、父の死去により藩主となる。同年12月、従五位下に叙せられ式部少輔に任じられた。
寛文4年（1664年）6月1日、領地の朱印を賜った。
寛文9年（1669年）、大坂加番に任じられた。
寛文11年（1671年）に城内の八幡神社に奉納した絵馬は、現在恵那市の文化財となっている。同年、領内の大船寺について権大僧都明実と共に十年余りの歳月をかけ本堂、奥院、仁王門等を新造に近い大改造を行なった。氏純は父の氏定が建立した妙法寺の境内に戦国末期に岩村城の攻防により織田信長に処刑された武田方の武将秋山虎繁と、妻のおつやの方の霊を供養するために五仏寺を建てた。五仏寺は、その後廃寺となり存在していないが、妙法寺内に残る「まくら塚」は、秋山虎繁と、妻のおつやの方を供養するものである。
延宝2年（1674年）9月27日に岩村にて没し、家督を長男の丹羽氏明が嗣いだ。享年38。法号は直指院性山義見大居士。当時岐阜県恵那市岩村町に存在した丹羽氏の菩提寺の妙仙寺に葬られた。その後、妙仙寺は丹羽氏の移封に伴い播磨へ移転したため現在は無く大名墓地に墓が残されている。

## 系譜
- 父：丹羽氏定
- 母：芳春院殿蘭室永香大姉 - 高木正成の娘
- 正室：水野忠善の娘 (？-1667)
- 側室：香樹院
  - 長女：(1665-1666)
  - 長男：丹羽氏明 (1667-1686)
  - 次男：數馬 (1674-1674)
  - 次女：土井利勝の家臣 土井元政の正室 (？-1707)